# Ithier de Nevers
Pour les articles homonymes, voir Ithier.
Saint Ithier, ou Ythier, né à  Nogent-sur-Vernisson (Loiret) vers 620 et mort vers 696, fut élu évêque de Nevers en 690 ou 691.
Il a été enterré à l'église Saint-Martin et Saint-Ythier de Nogent-sur-Vernisson.
On le fête le 8 juillet.
Il est représenté sur un vitrail de l'église Sainte-Marie-Madeleine de Montargis, avec sa crosse d'évêque et une inscription « né à Nogent, VIIe siècle ».